# Завала (Равно)
Завала је насељено мјесто у Босни и Херцеговини у општини Равно које административно припада Федерацији Босне и Херцеговине. Према попису становништва из 1991. у насељу је живјело 105 становника.

## Географија
Од насеља је 400 метара удаљена пећина Вјетреница.

## Култура
У насељу се налази истоимени манастир, а на локалитету Петковица остаци цркве светог Петра, која потиче из преднемањићког доба.

## Становништво
Према попису становништва 1991. године, у Завали је живело 105 становника, већином српске националности. Према подацима из јануара 2012, насеље је пусто, а некадашњи становници су настањени у Требињу. У селу тренутно стално борави братство Манастира Завала на челу са Игуманом Василијем. Поред Манастира стално насељене су и две куће, кућа Младена Турањанина и Милана Вукановића.
| Националност | 1991. | 1981. | 1971. | 1961. |
| Срби         | 89    | 137   | 198   | 212   |
| Хрвати       | 12    | 45    | 99    | 114   |
| Југословени  | 4     | 28    | 4     | -     |
| Црногорци    | -     | -     | -     | 1     |
| Укупно       | 105   | 212   | 302   | 331   |

### Презимена
- Вукановић[1]
- Кораћ[1]
- Чалак[1]
- Андрић[1]
- Јовић[1]
- Срба[1]
- Тупајић[1]
- Турањанин[1]
- Недић[1]
- Вулић[1]
- Мракић